# Allied Air
Allied Air — грузовая авиакомпания Нигерии со штаб-квартирой в Икедже (штат Лагос), работающая в сфере регулярных и чартерных авиаперевозок на внутренних маршрутах страны и по аэропортам Африки. Портом приписки авиакомпании и её главным транзитным узлом (хабом) является международный аэропорт имени Мурталы Мохаммеда в Лагосе

## История
Авиакомпания Allied Air была образована в 1998 году.
В 2007 году Allied Air прошла процедуру перерегистрации в Управлении гражданской авиации Нигерии (NCAA), удовлетворив тем самым требования государственного органа о необходимости рекапитализации и повторной регистрации всех нигерийских авиакомпаний до 30 апреля 2007 года.

## Маршрутная сеть
Ключевыми регулярными направлениям перевозчика являются маршруты в Аккру, Фритаун, Монровию, Энтеббе и Малабо. Также на регулярной основе осуществляются грузовые авиаперевозки в нидерландский международный аэропорт Остенде-Брюгге.

## Флот
В июне 2012 года воздушный флот авиакомпании Allied Air составляли следующие самолёты:
Ранее компания эксплуатировала ещё один Boeing 727-200F вплоть до авиаинцидента 2 июня 2012 года.
Allied Air также использует самолёты McDonnell Douglas DC-10-30F, Boeing 747-200F и Ил-76, находящиеся в мокром лизинге

## Авиапроисшествия и несчастные случаи
- 2 июня 2012 года. Самолёт Boeing 727-200F (регистрационный 5N-BJN), совершавший грузовой рейс DHV-3 из международного аэропорта имени Мурталы Мохаммеда (Лагос) в международный аэропорт Котока (Аккра, Гана), при выполнении посадки в аэропорту назначения промахнулся мимо взлётно-посадочной полосы, выкатился на соседнюю с аэропортом улицу и врезался в микроавтобус. Погибло 12 человек на земле, четверо членов экипажа получили травмы различной степени тяжести[5][6].